# Ярема Олександр Йосипович
Олександр Йосипович Ярема  (1974, місто Ужгород) — український діяч, голова Державного агентства розвитку молоді та громадянського суспільства України.

## Біографія
Народився у 1974 р. в  м. Ужгороді Закарпатської області.
Освіта:
1996 рік – закінчив Національний аграрний університет, отримав кваліфікацію інженера-землевпорядника;
2004 рік – Національна академія державного управління при Президентові України, магістр державного управління.
З березня 2016 р. по лютий 2020 р. – заступник Міністра молоді та спорту України.
З лютого 2020 р. по березень 2020 р. – Голова Державного агентства розвитку молоді та громадянського суспільства України.
З березня 2020 р. – перший заступник Державного секретаря Кабінету Міністрів України.
З 25 червня 2020  до 21 липня 2025 року працював Державним секретарем Кабінету Міністрів України.
З липня 2025 року – перший заступник Державного секретаря Кабінету Міністрів України.
Член ХДПУ (11.1993-05.95); голова громадської організації «Християнсько-демократична молодь» (з 04.1995); член правління партії «Реформи і порядок» (з 10.1997).
Має 3-й ранг державного службовця.
2019 рік – присвоєно почесне звання “Заслужений працівник соціальної сфери України”.
Нагороджений Грамотою Верховної Ради України та Почесною грамотою Кабінету Міністрів України. Лавреат Премії Кабінету міністрів України за внесок молоді у розбудову держави (06.2000).